# Кошта Перейра, Алберту да
Алберту да Кошта Перейра (порт. Alberto da Costa Pereira; 22 декабря 1929, Накала, Португальская Восточная Африка — 25 октября 1990, Лиссабон) — португальский футболист, вратарь. По версии МФФИИС занимает 34 место среди лучших голкиперов Европы в XX веке.

## Карьера
Алберту да Кошта Перейра родился в городе Накала в семье рабочего железнодорожной станции. С ранних лет он занимался спортом: лёгкой атлетикой, баскетболом, плаванием и футболом. Когда Коште было 15 лет умер его старший брат, и, чтобы сменить обстановку он уехал в Лоренсу-Маркиш в Португальский институт. Там Алберту продолжал заниматься спортом, особенно баскетболом, где пригодился его высокий рост. Также он пристрастился к парусному спорту. В 1948 году он начал играть в футбол за местный клуб «Ферровиариу» из Лоренсу-Маркиша, где выступал до 1954 года.
В том году он перешёл в «Бенфику», дебютировав 12 сентября 1954 года в матче с «Виторией» Сетубал (5:0). В следующей игре, 19 сентября с «Виторией» Гимарайнш (1:2), Алберту пропустил первый мяч в составе команды. Кошта Перейра, благодаря доверию главного тренера команды, Отто Глории, быстро стал основным вратарём команды. В составе «Бенфики» игрок выиграл 5 Кубков Португалии, 8 чемпионатов страны и два Кубка европейских чемпионов. Также, 27 мая 1965 года, Кошта играл в финале Кубка чемпионов, в котором его команда проиграла 0:1 «Интеру», пропустив единственный мяч из-за ошибки своего голкипера. Последний матч за клуб Алберту провёл 13 марта 1967 года; в нём «Бенфика» победила со счётом 1:0 «Академику». Всего за Бенфику футболист сыграл 358 матчей (253 в чемпионате, 62 в Кубке, 39 в еврокубках и 4 матча в Межконтинентальной кубке) в которых пропустил 357 голов (247 в чемпионате, 51 в Кубке, 47 в еврокубках и 12 в Межконтинентальном кубке).

## Международная карьера
В сборной Португалии Кошта Перейра дебютировал 22 мая 1955 года в матче с Англией, в которой его команда победила 3:1. Последнюю игру за национальную команду он провёл 24 января 1965 года против Турции (5:1). Всего в сборной голкипер провёл 22 игры в которых пропустил 43 мяча.

## Достижения
- Обладатель Кубка Португалии: 1955, 1957, 1959, 1962, 1964
- Чемпион Португалии: 1955, 1957, 1960, 1961, 1963, 1964, 1965, 1967
- Обладатель Кубка европейских чемпионов: 1961, 1962